# Forrest David Mathews
Pour les articles homonymes, voir Mathews.
Forrest David Mathews, né le 6 décembre 1935 à Grove Hill (Alabama), est un homme politique américain. Il est secrétaire à la Santé, à l'Éducation et aux Services sociaux entre 1975 et 1977 dans l'administration du président Gerald Ford.

## Annexe